# Veve (Film)
Veve mit dem Untertitel „when truths reveal themselves too late“ ist ein kenianisches Filmdrama aus dem Jahr 2014, gedreht unter der Regie von Simon Mukali. Veve ist eine Koproduktion von One Fine Day Films und Ginger Ink.

## Handlung
Vor dem Hintergrund des Miraa-Handels erzählt Veve die Geschichte mehrerer Menschen, die in einer Welt voller politischer Intrigen nach Liebe, Wohlstand und Vergeltung streben.
Amos, ein skrupelloser Lokalpolitiker, kandidiert für das Gouverneursamt der Region Maua, während er versucht, sein Imperium auf Kosten seines geschäftlichen Kontrahenten Wadu auszubauen. Als seine Frau Esther hinter die wahre Natur seiner Geschäfte kommt, sucht sie Trost bei Kenzo, einem verbitterten, jungen Mann, der auf Rache für den Tod seines Vaters sinnt. Sammy, Amos’ rechte Hand, schwankt zwischen seiner Loyalität zum Job und der Aufgabe seinem rebellierenden Sohn Kago ein fürsorglicher Vater zu sein. Währenddessen gründen Maua ́s Bauern eine Gewerkschaft, um Amos zu zwingen, endlich faire Preise für ihr Veve zu zahlen. Clint, ein Möchtegern-Dokumentarfilmer, will den Bauern helfen und wagt sich zu weit vor – völlig blind für Gefahren, in die er sich und andere hineinmanövriert.
Während die Ereignisse beginnen sich zu überschlagen, zeigt sich, dass ihrer aller Schicksale viel enger miteinander verwoben sind, als sie sich vorstellen können.

## Hintergrund
Die gemeinsame Initiative von Tom Tykwers und Marie Steinmanns One Fine Day Films, DW Akademie und der kenianischen Produktionsfirma Ginger Ink. hat sich zum Ziel gesetzt, die Entwicklung des modernen afrikanischen Films zu unterstützen.
Sieben Mentoren aus Deutschland und Großbritannien unterrichteten zwei Wochen lang in den Bereichen Regie, Produktion, Kamera, Szenenbild, Schnitt, Tongestaltung, Drehbuch und Schauspiel. 56 Teilnehmer aus elf afrikanischen Ländern hatten bei dem Workshop die Gelegenheit, ihre vorhandenen Kenntnisse zu erweitern und zu vertiefen. Der Fokus lag dabei auf dem künstlerischen Aspekt, eine eigene Filmsprache zu entwickeln und eigene Ideen umzusetzen. Am Ende des Seminars wurden jeweils bestimmte Teilnehmer aus den einzelnen Gewerken ausgewählt, die Nairobi Half Life produzierten. Das Drehbuch, geschrieben in Suaheli, Kikuyu und Straßenslang, wurde von lokalen Drehbuchautoren entwickelt.

## Projektpartner
Die One Fine Day Films Workshops sind ein Partnerschaftsprojekt von DW Akademie, One Fine Day Films und Ginger Ink, unterstützt vom deutschen Bundesministerium für wirtschaftliche Zusammenarbeit und Entwicklung, der Film- und Medienstiftung NRW, dem Goethe-Institut Nairobi, ARRI Film & TV Services und dem Hubert Bals Fund.

## Kritik
„‚Veve‘ beginnt mit einer leicht skizzenhaften Note, während es seine Charaktere nacheinander vorstellt. Aber sobald die Beziehungen zwischen den Charakteren definiert sind, erhält der Film ein Bündel explosiver Energie, das sich in einer reizvollen Mischung aus Denkspielen und spannenden Actionsequenzen niederschlägt. Die filmische Integration der Miraa-Politik in die Handlung ist ein Lob wert und darüber hinaus die realistische Darstellung ländlicher Traditionen bei der Abwicklung kommunaler Geschäfte.“
Beim Filmfest Hamburg erhielt der Film die Beurteilung: „Mit der Handkamera im dokumentarischen Stil gefilmt, offenbart der Film einen beeindruckenden Kosmos aus Korruption und sozialer Ungerechtigkeit. Der Film entstand im Rahmen von Tom Tykwers Initiative One Fine Day Films.“

## Festivals und Preise
2014
- Durban International Film Festival
- Filmfest Hamburg

2014
- Carthage Film Festival (Nominierung)

2015
- Africa Magic Viewers Choice Awards (Nominierung)
- Kalasha International Film and TV Awards (2 Preise)